# Gasteria baylissiana
Gasteria baylissiana är en grästrädsväxtart som beskrevs av Werner Rauh. Gasteria baylissiana ingår i släktet Gasteria och familjen grästrädsväxter. Inga underarter finns listade i Catalogue of Life.

## Bildgalleri

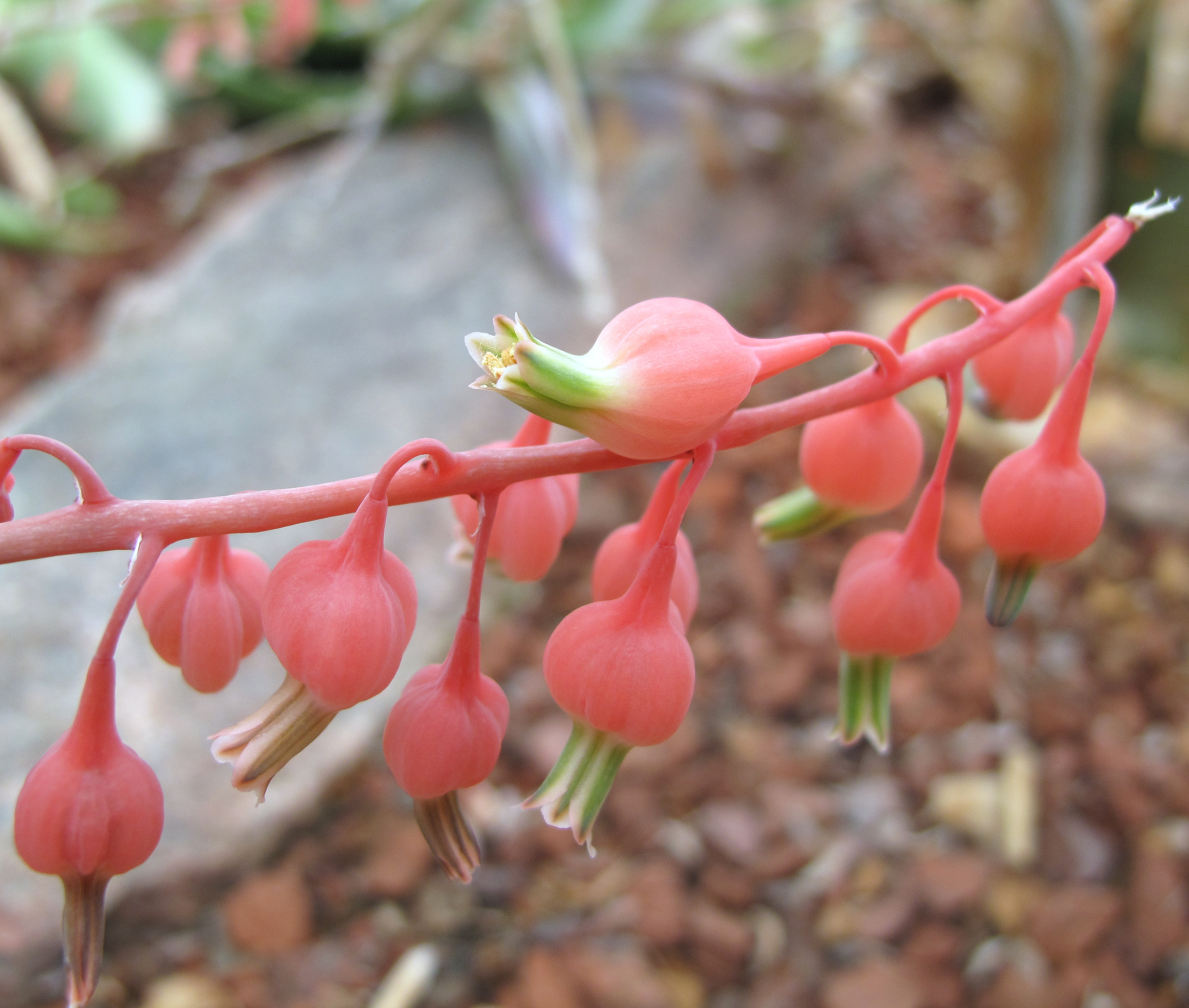